# Halophiloscia couchii
Halophiloscia couchii is een pissebed uit de familie Halophilosciidae. De wetenschappelijke naam van de soort is voor het eerst geldig gepubliceerd in 1858 door Kinahan.